# Équipe projet

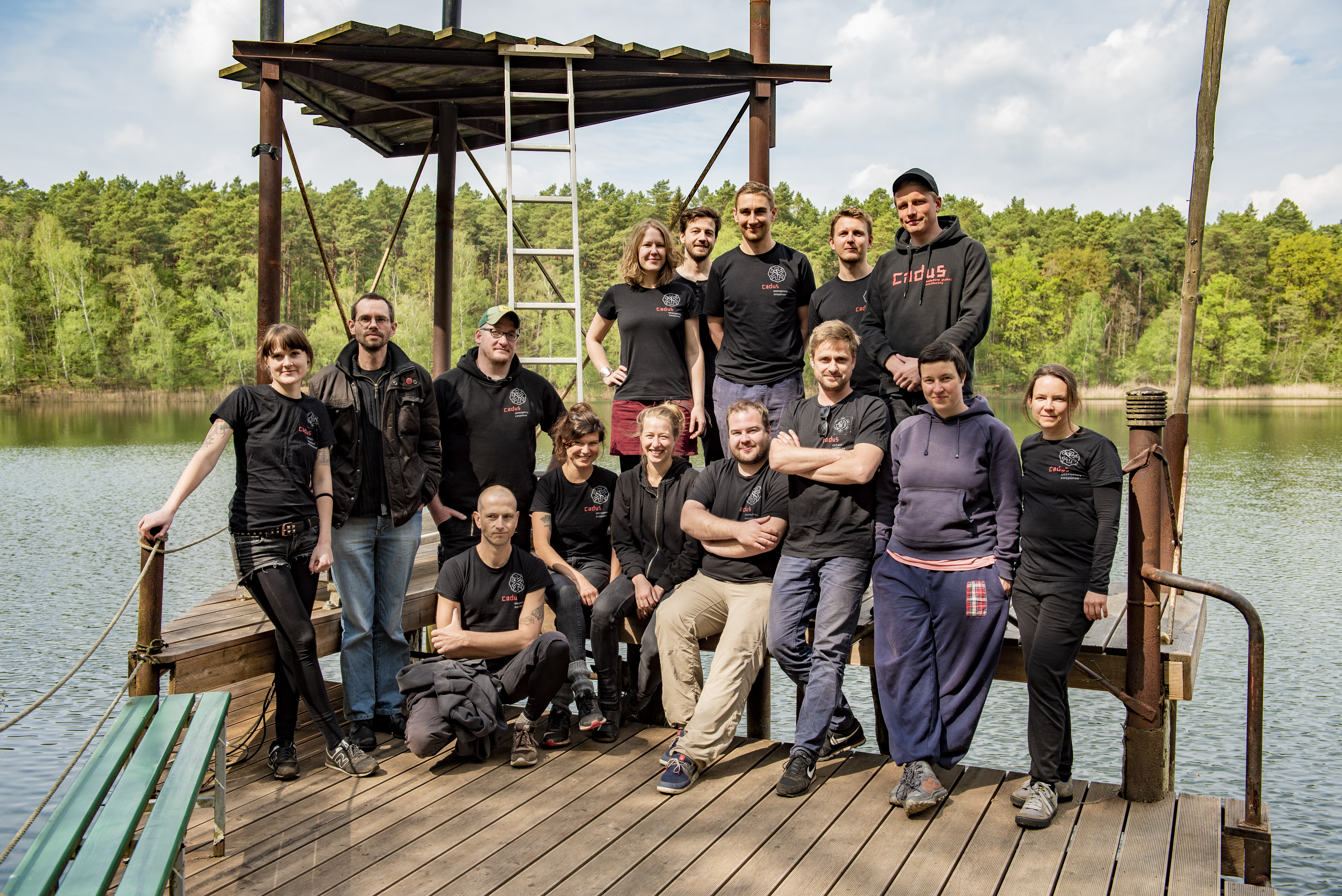
Photo de groupe de membres de CADUS.

Une équipe projet est une équipe éphémère chargée de la gestion d'un projet.
C'est une équipe transverse.